# طرق (کوهسرخ)
طَرق () مرکز بخش بررود و روستایی تاریخی از توابع شهرستان کوهسرخ در استان خراسان رضوی است. این روستا در دهستان بررود قرار دارد و برپایهٔ سرشماری سال ۱۳۹۵ جمعیت آن ۱٬۵۰۷ نفر بوده است. طرق برروی رشته‌کوه کوهسرخ قرار دارد.

## موقعیت و ره‌آورد
این روستای تاریخی و پلکانی در کنار رودخانه‌ای دائمی که به نابای مشهور است و در روستای طرق به گویش محلی تهروی نامیده می‌شود قرار گرفته است. روستای طرق دارای طبیعتی بکر و باغ‌های آلو، زردآلو، بادام، چشمه‌سارانی و در جنوب روستا که درخت‌های چندصدساله گردو دارد؛ قرار گرفته است. حلوا مغزی این روستا نیز دارای شهرت است.

## مردم
برپایهٔ سرشماری عمومی نفوس و مسکن در سال ۱۳۹۵ جمعیت این شهر ۵٬۶۸۷ نفر (۵۷۲ خانوار) بوده است.

### اهالی
این روستا زادگاه مولانا شمس‌الدین کاتبی طرقی مشهور به کاتبی ترشیزی است. وی از شعرا، عرفا و هنرمندان بزرگ عصر تیموری بود که در استرآباد مدفون شد.

### زبان
مردم طرق به زبان فارسی و به گویش کوهسرخی سخن می‌گویند.

## جاذبه‌های گردشگری
- بافت پلکانی روستا
- آرامگاه شاهزاده ابراهیم یا مزار پیر مربوط به اواخر دورهٔ قاجار

## نگارخانه

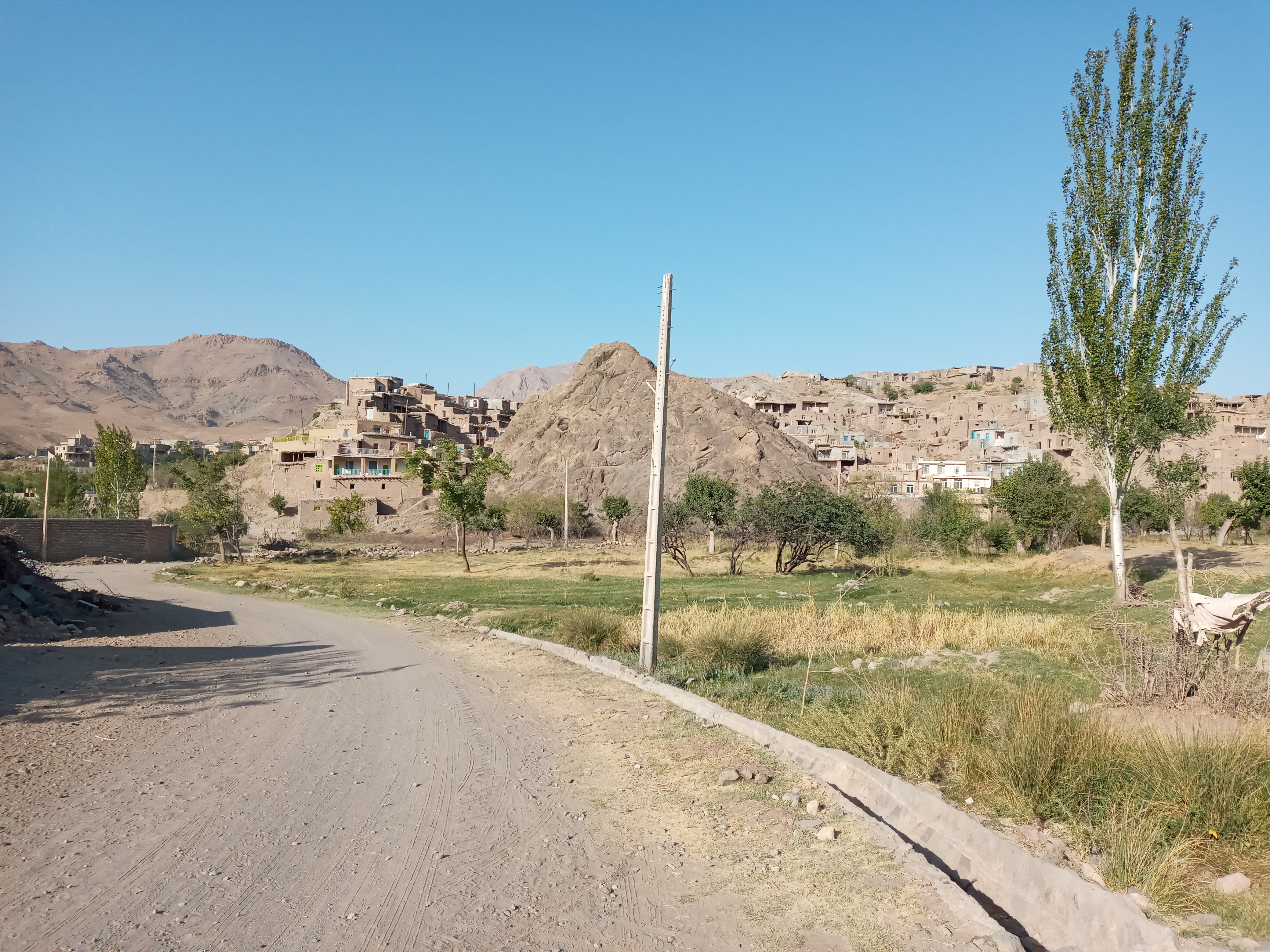
دورنمای روستا
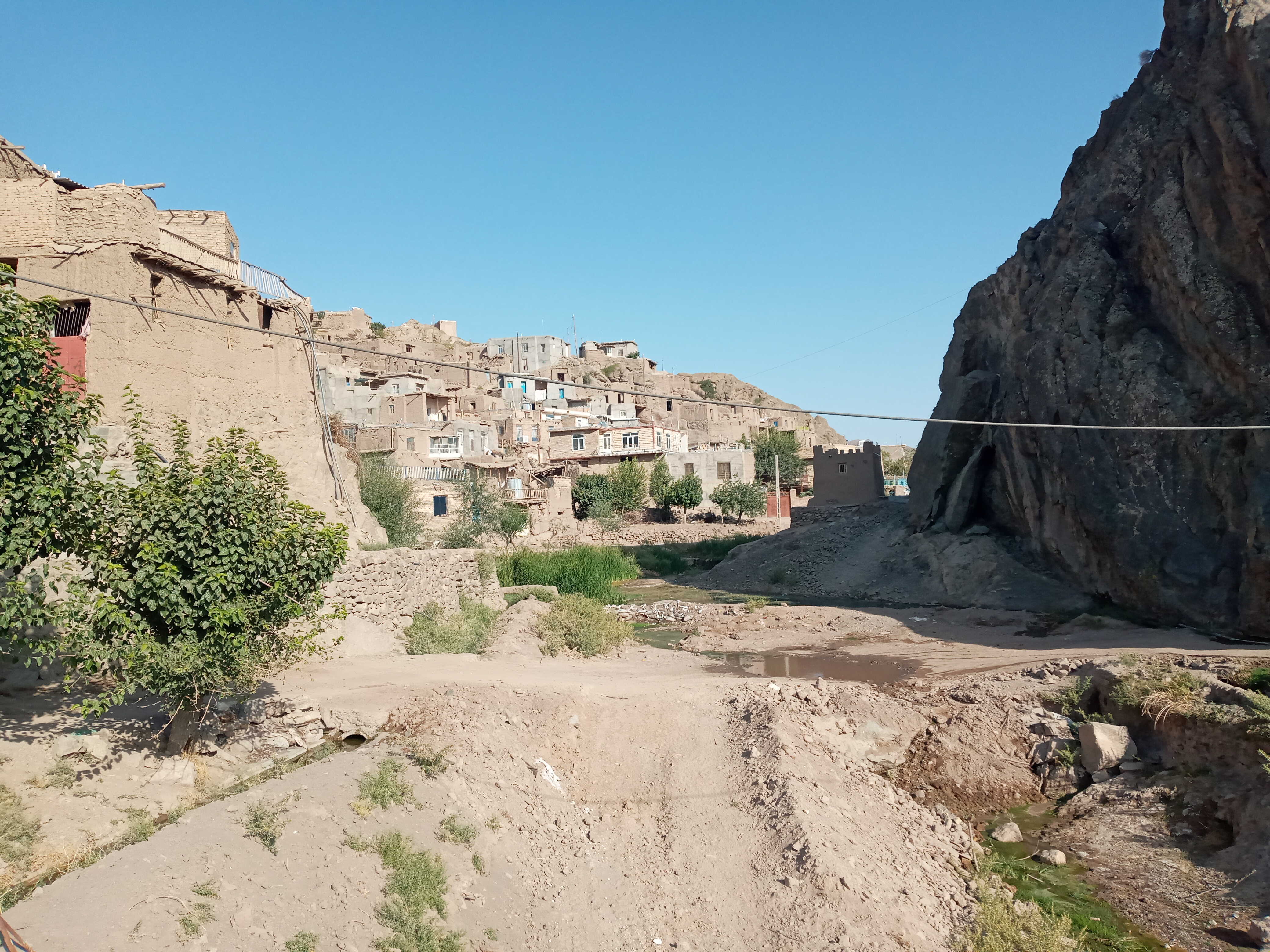
بافت روستا
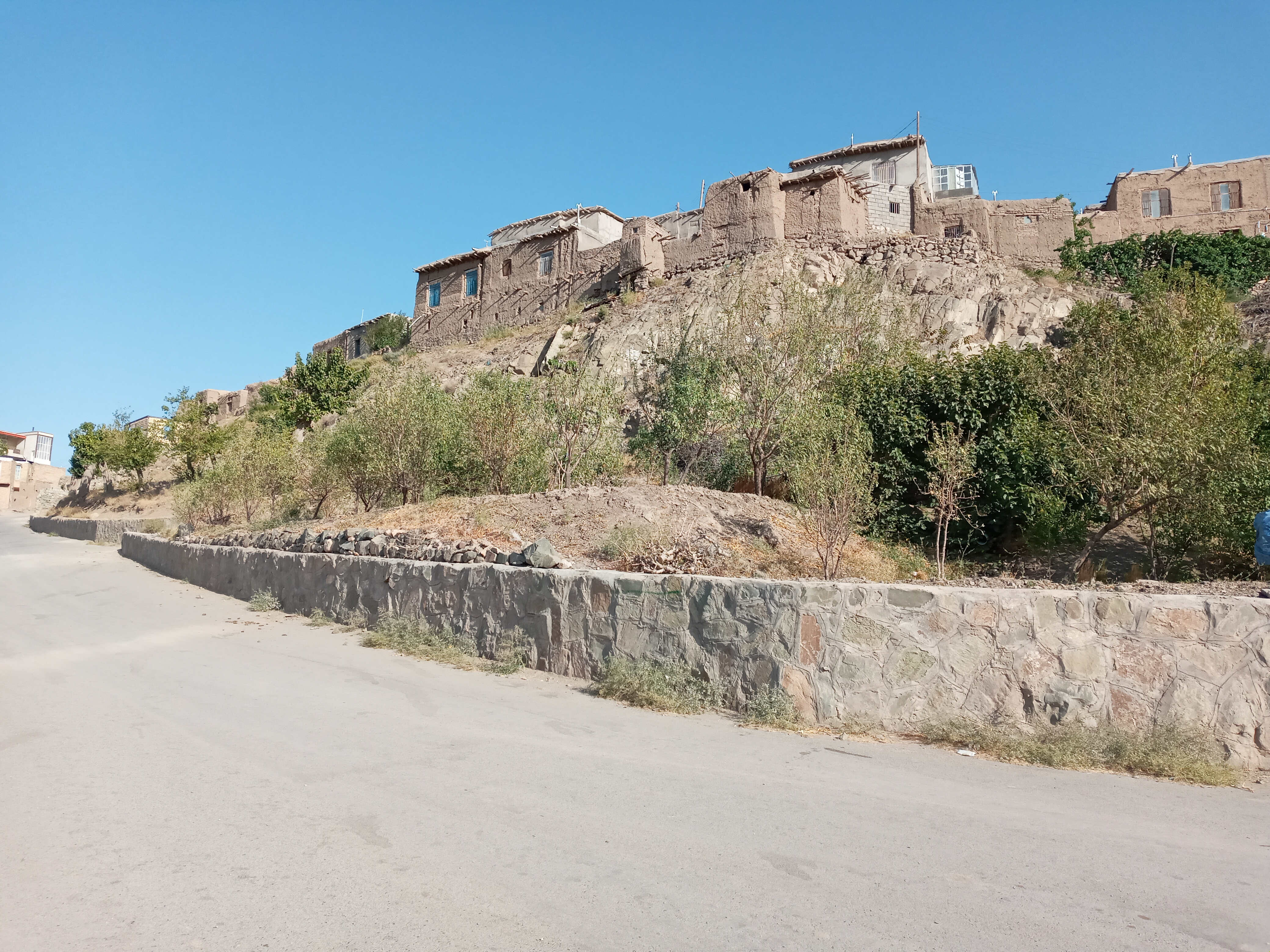
بافت روستا
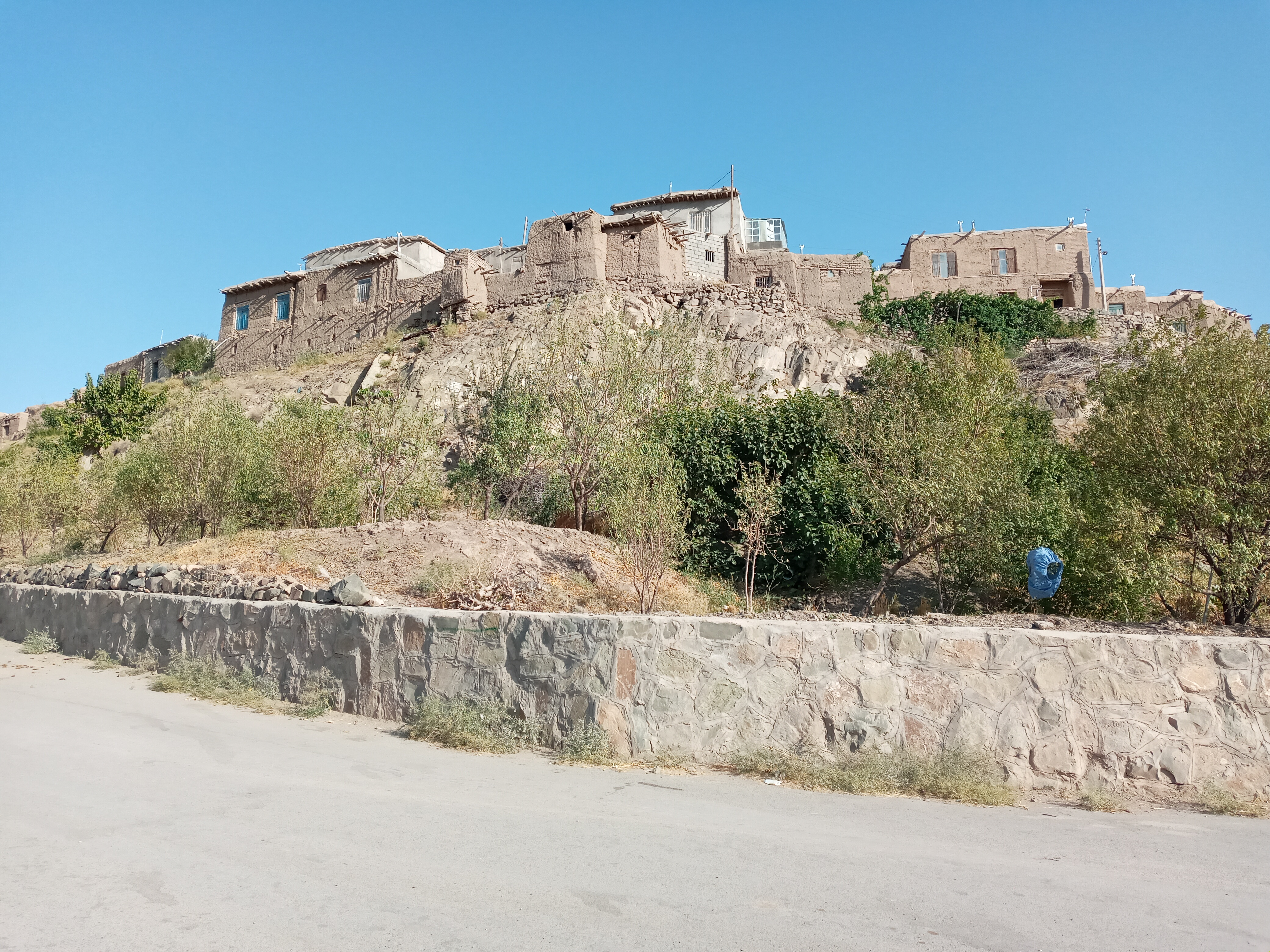
بافت روستا
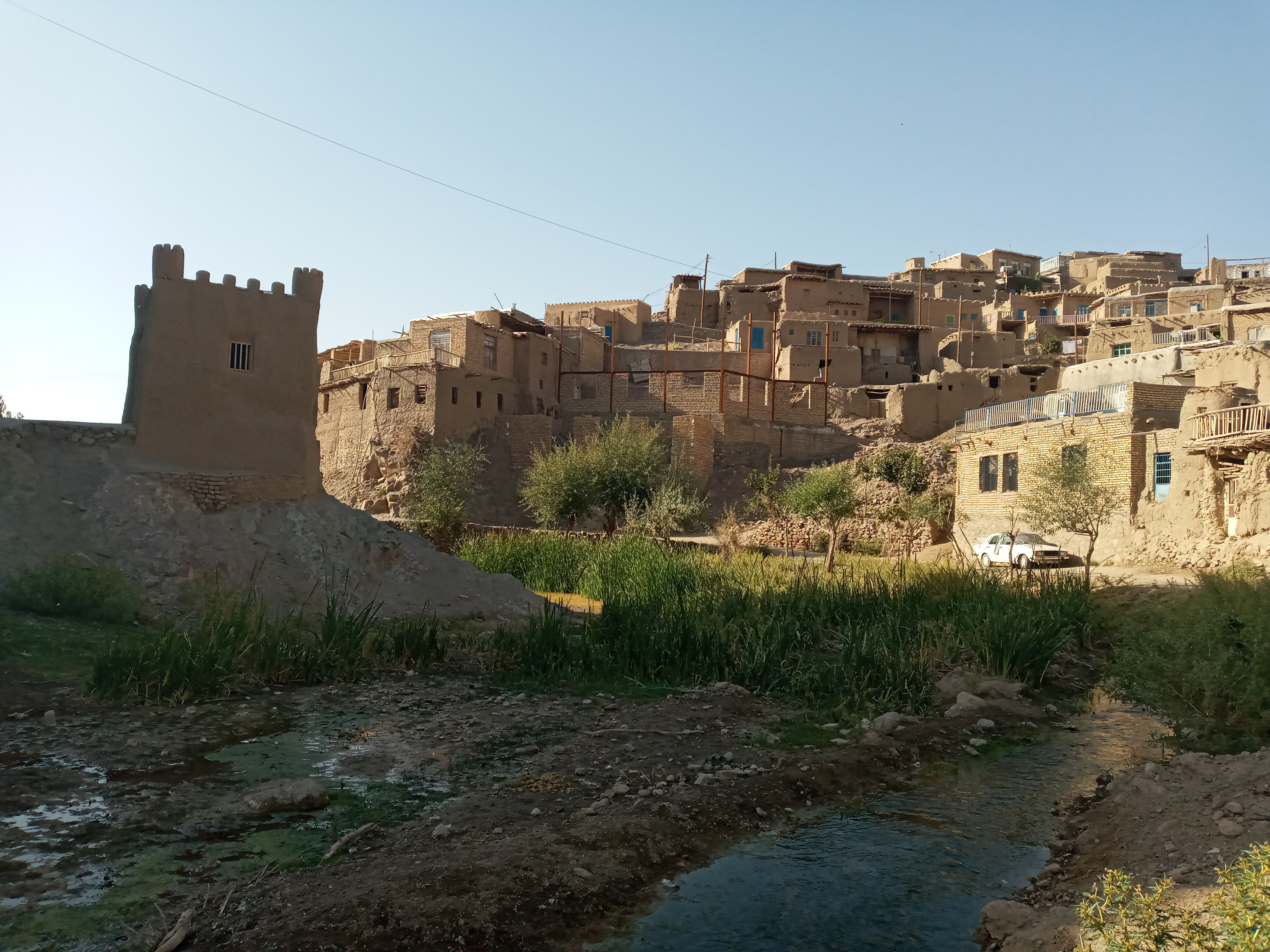
بافت روستا
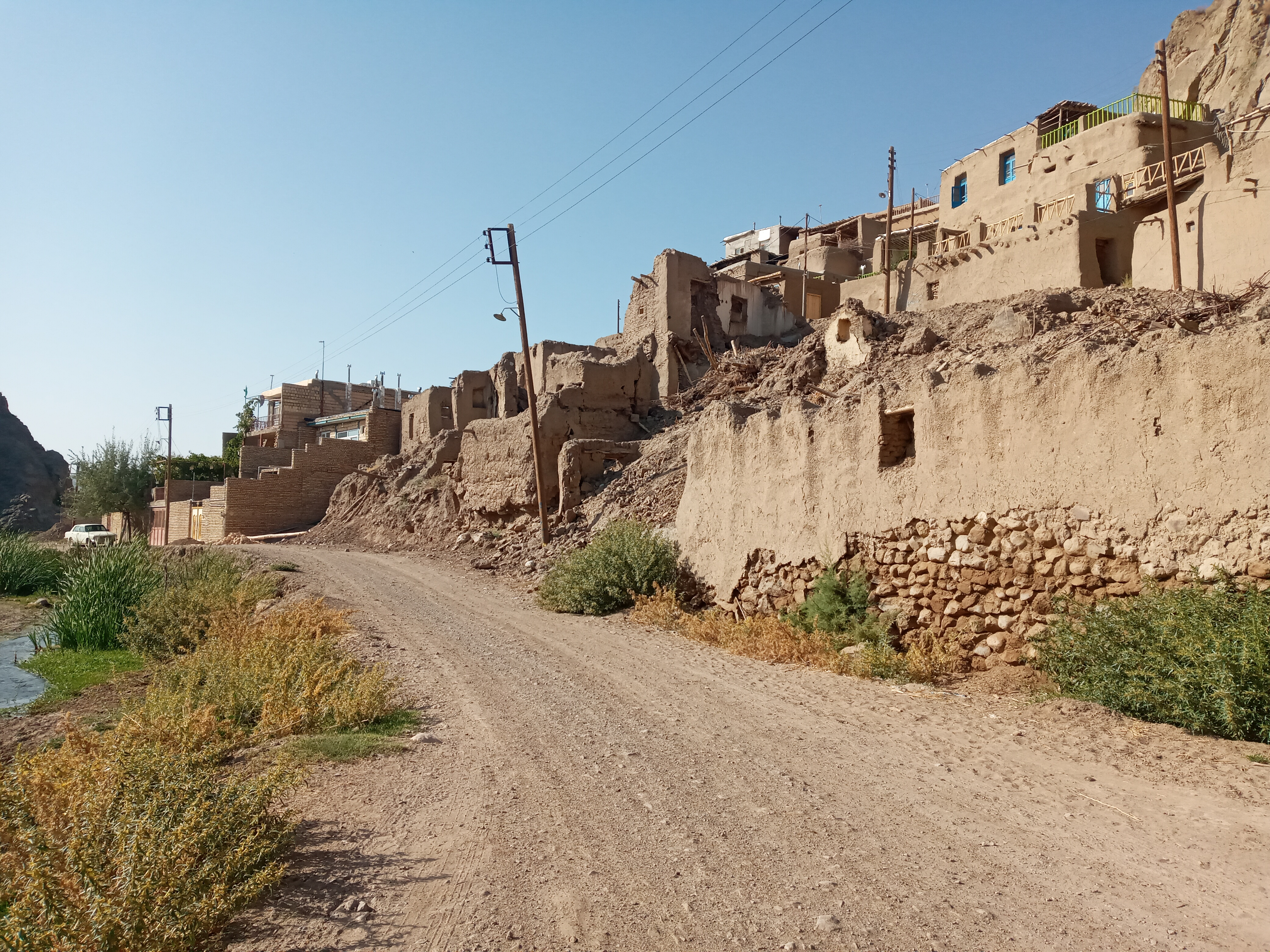
بافت روستا
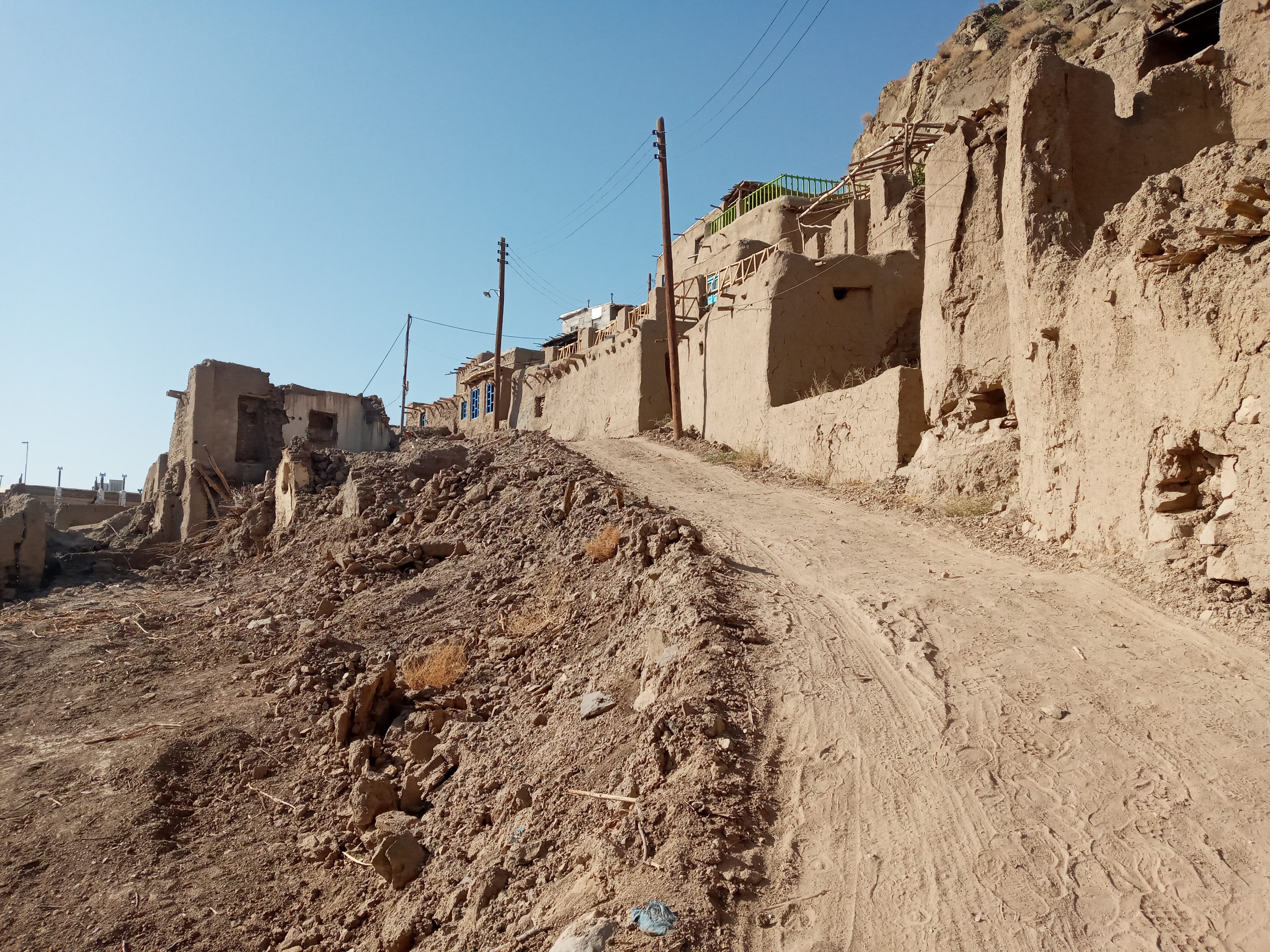
بافت روستا
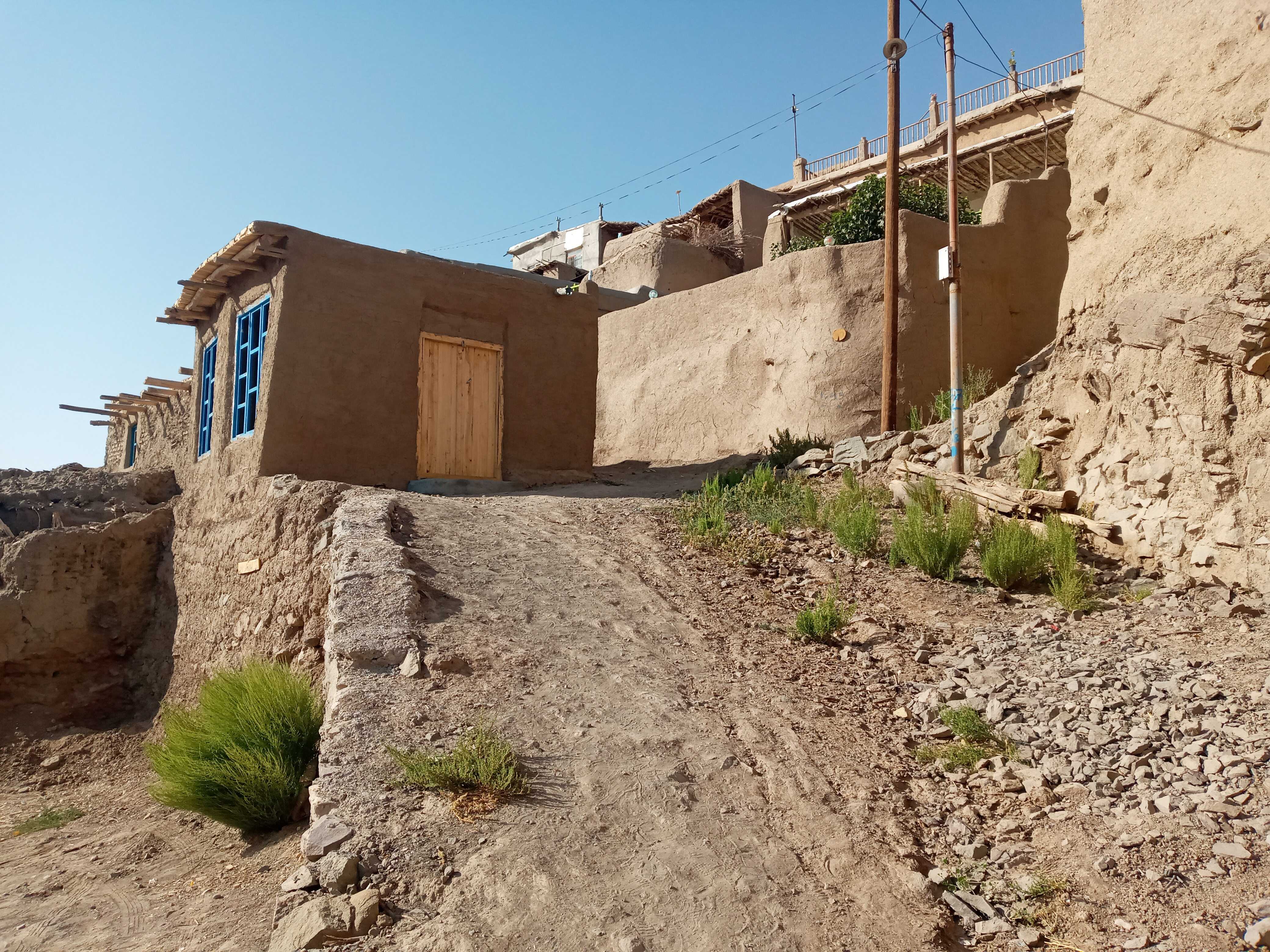
بافت روستا
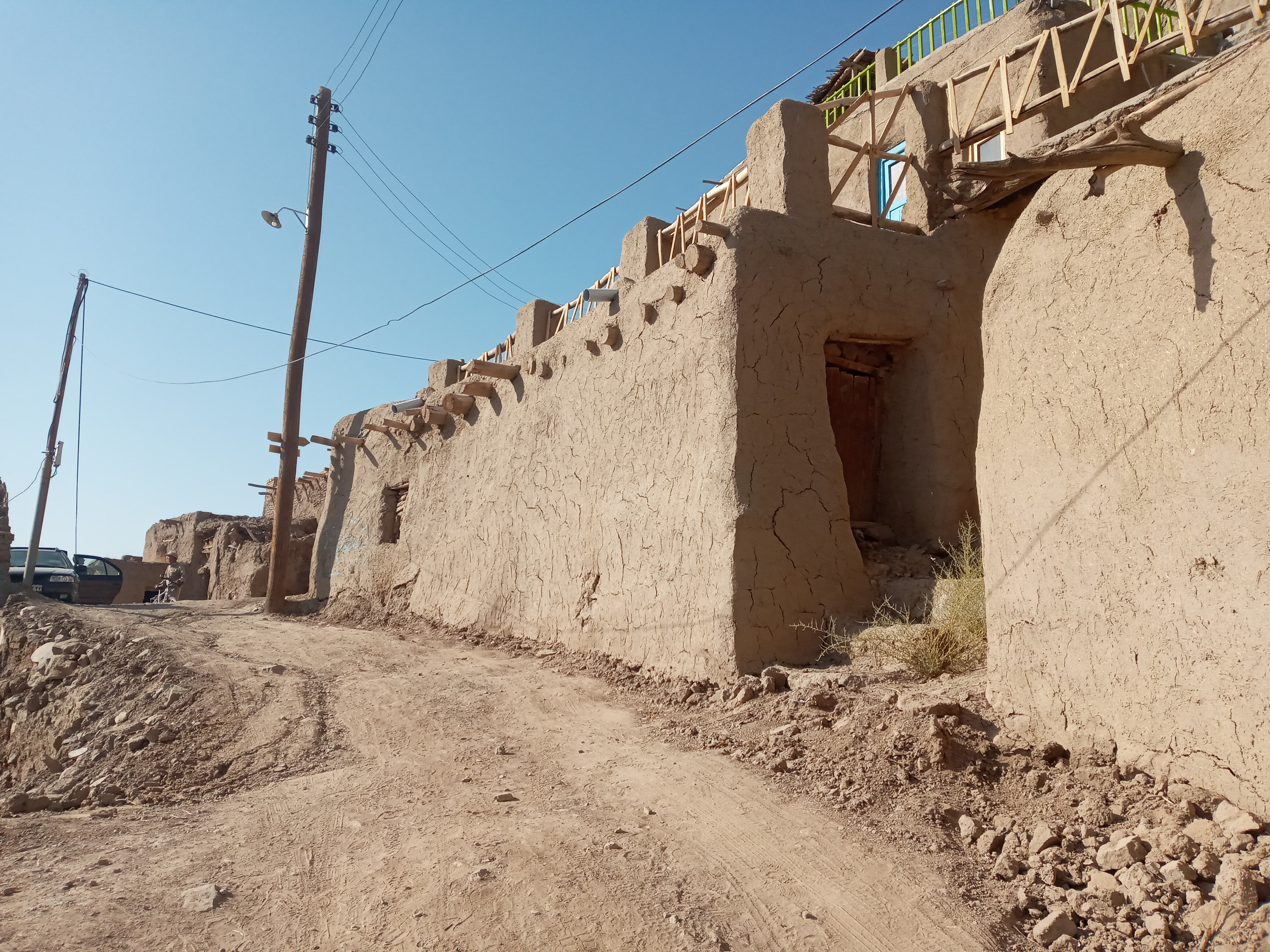
بافت روستا
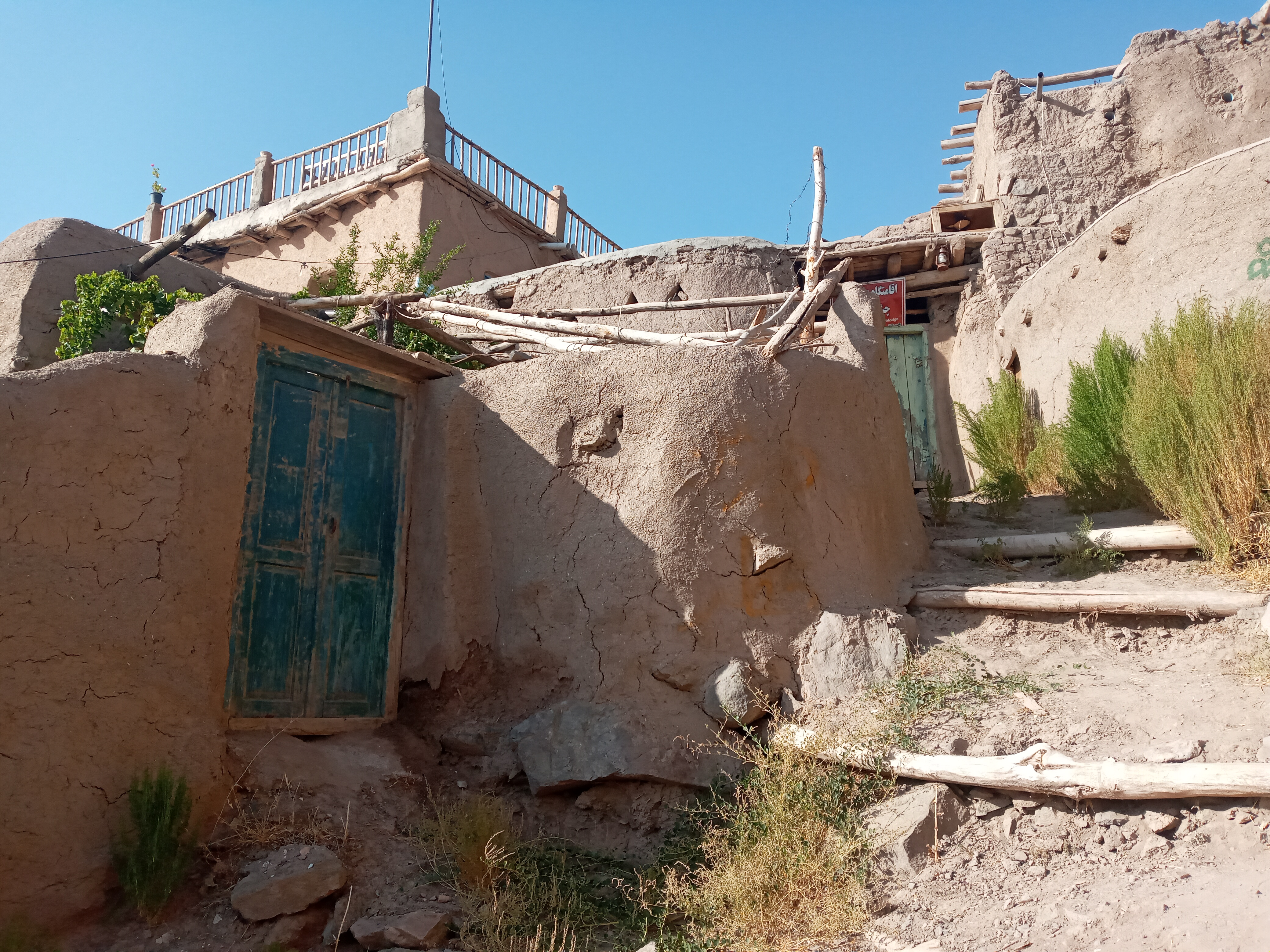
بافت روستا
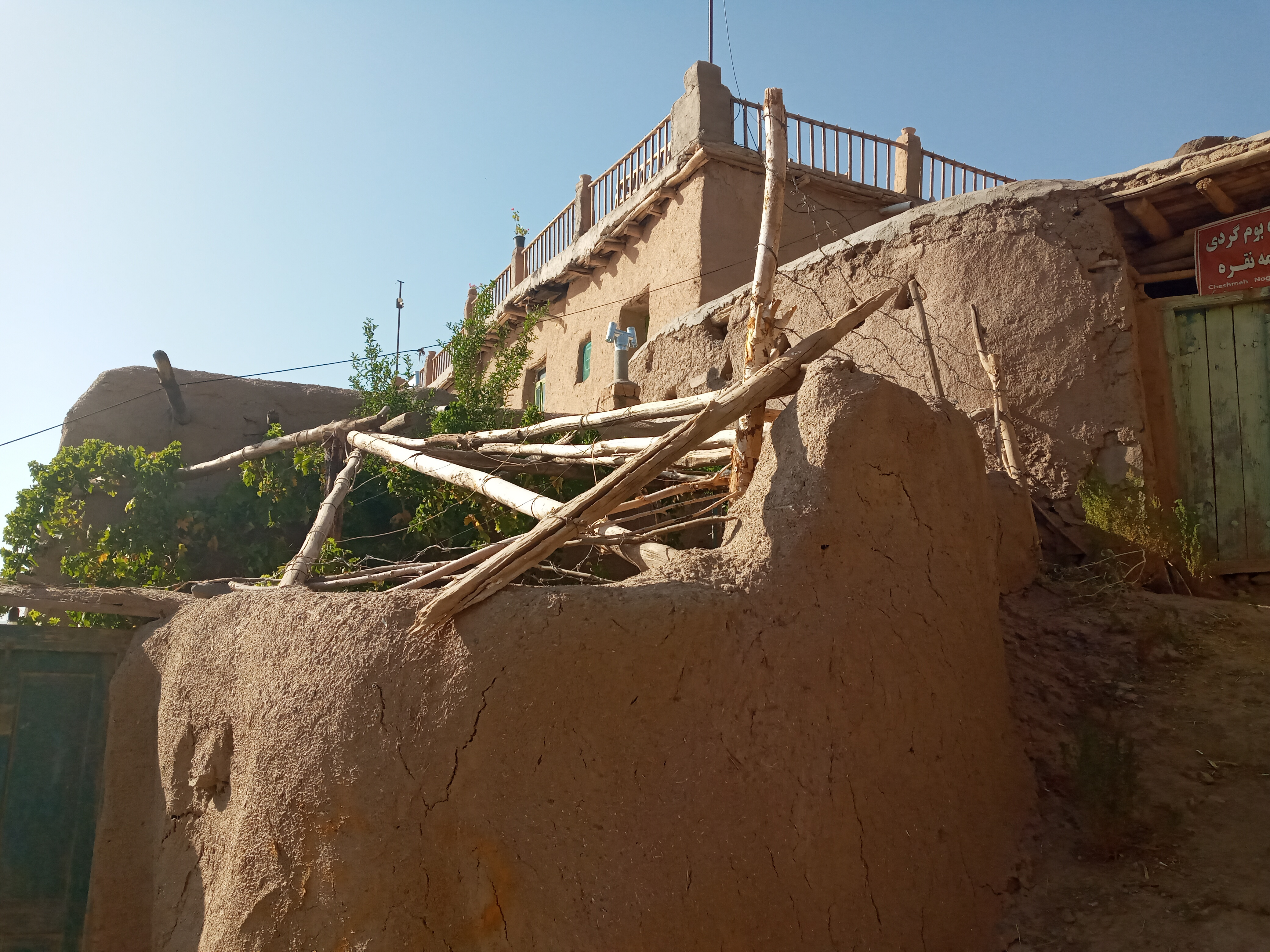
بافت روستا
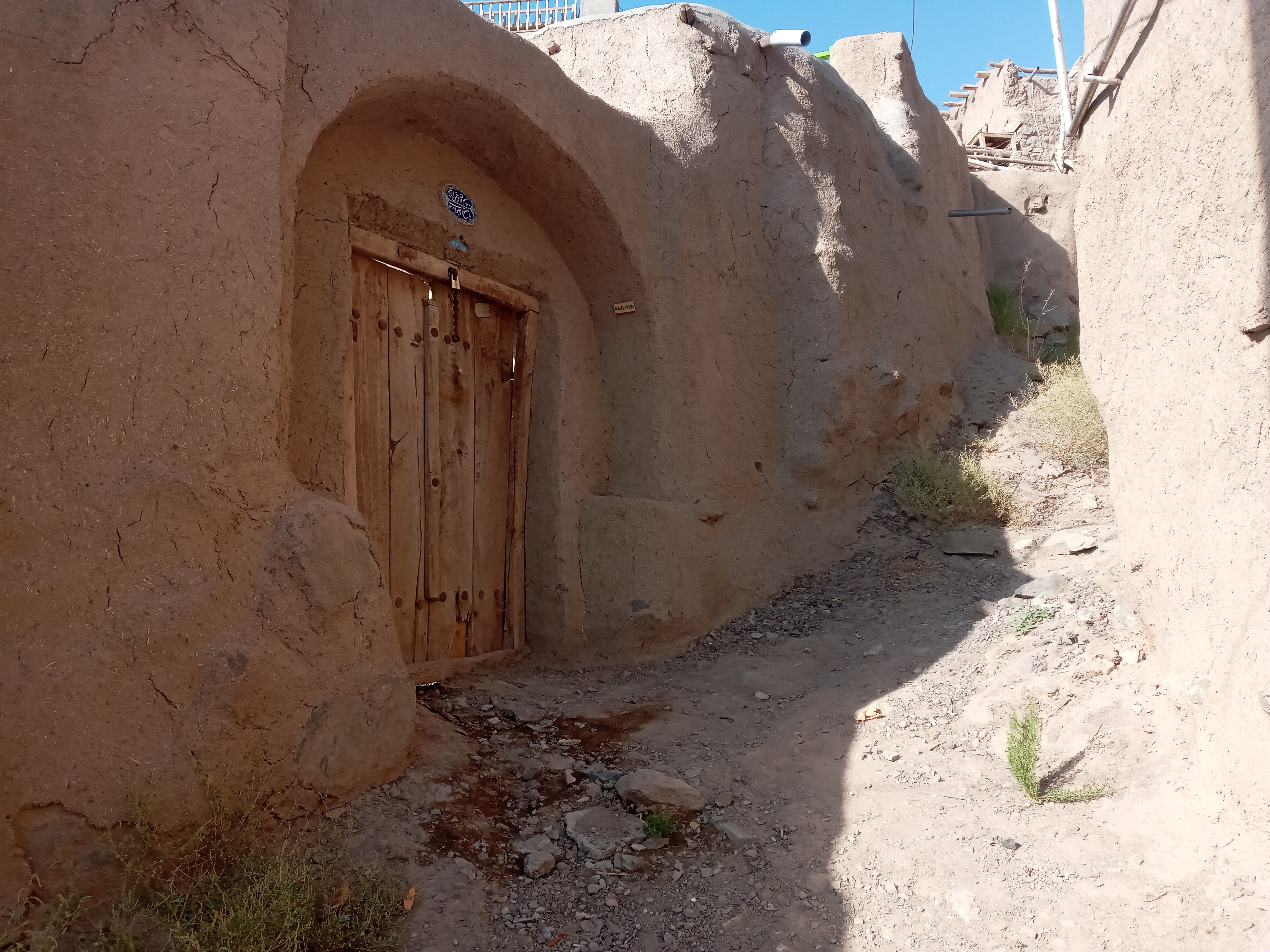
بافت روستا
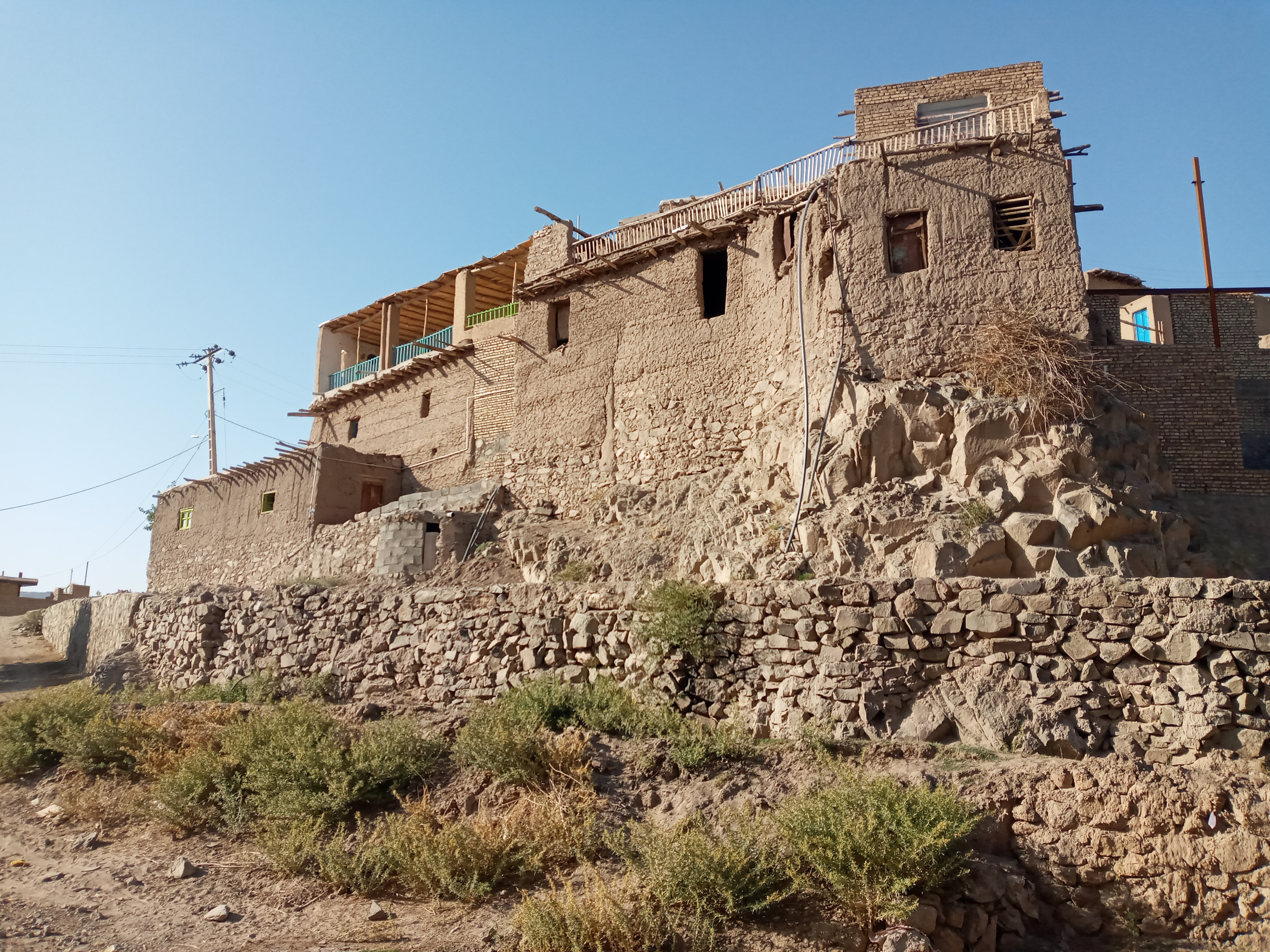
بافت روستا
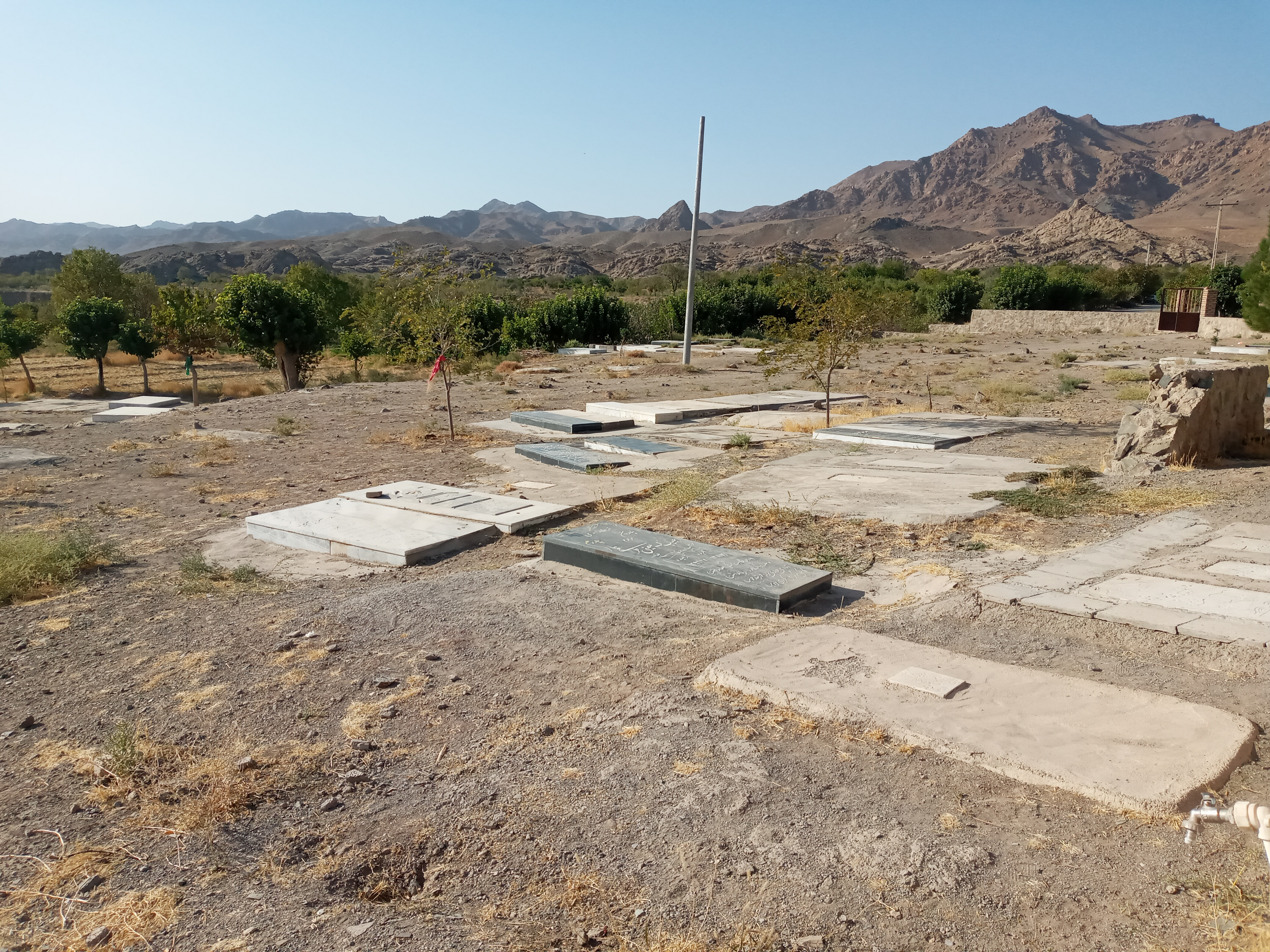
گورستان طرق
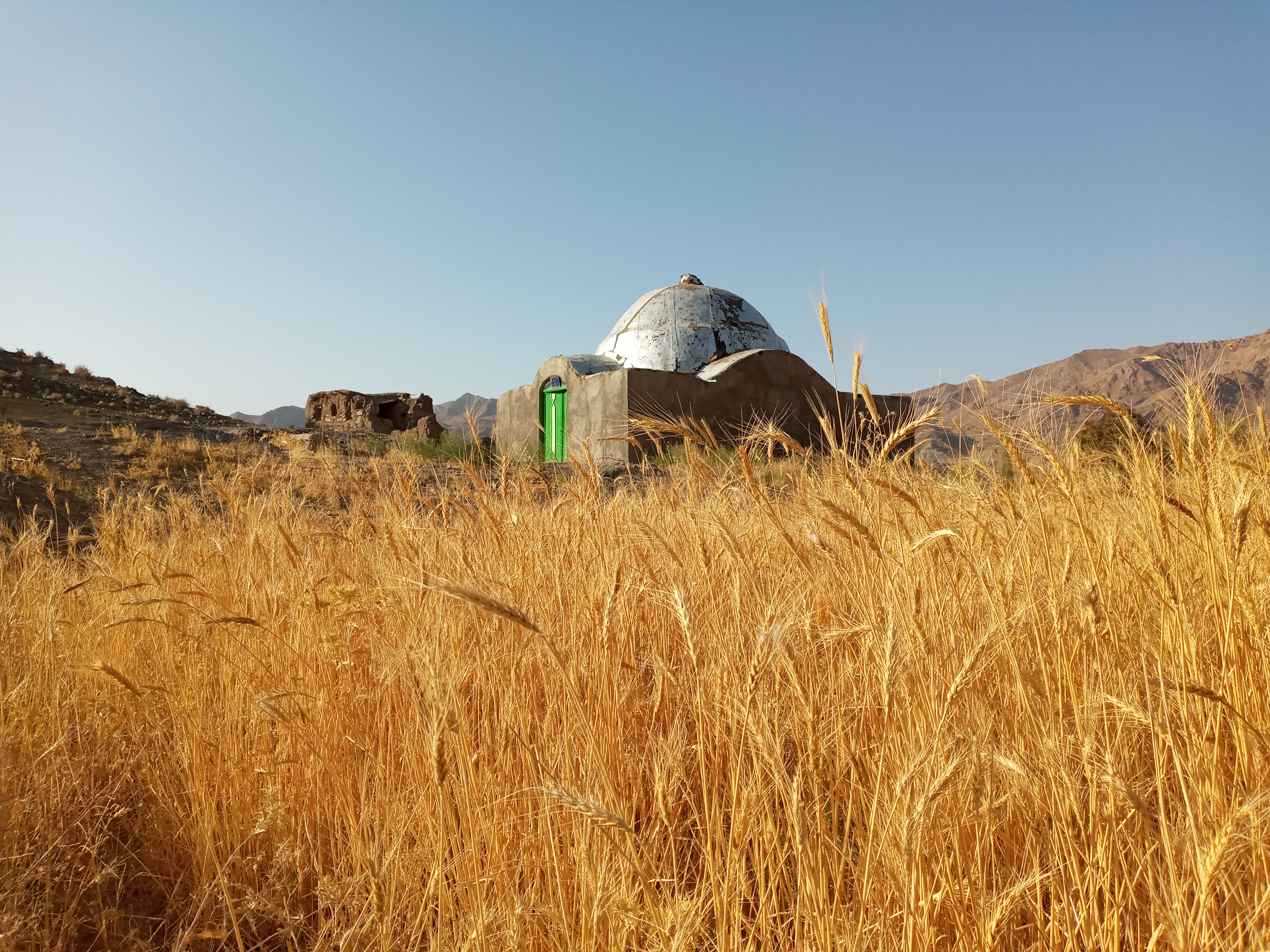
مزارع کشاورزی
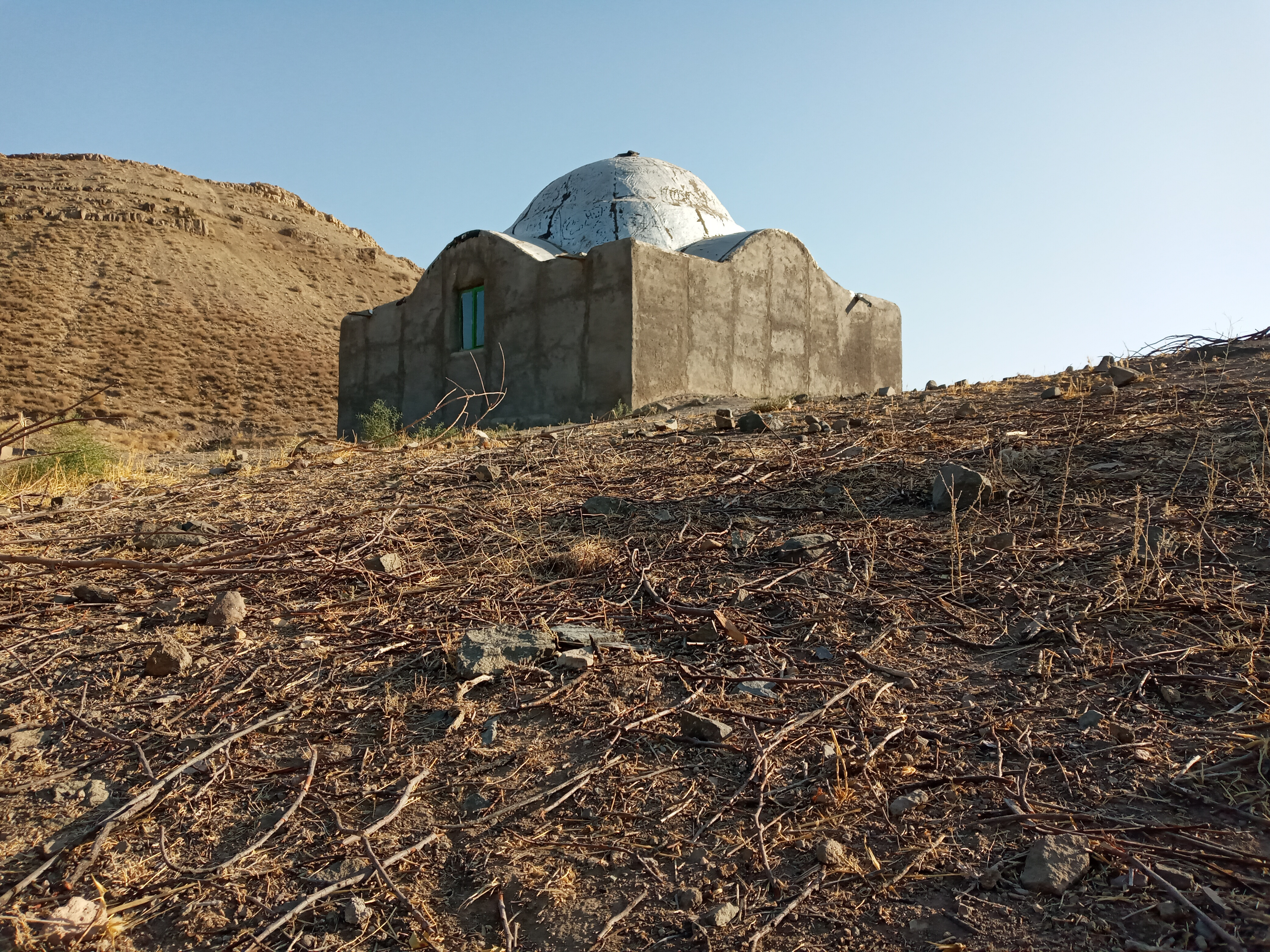
آرامگاه شاهزاده ابراهیم
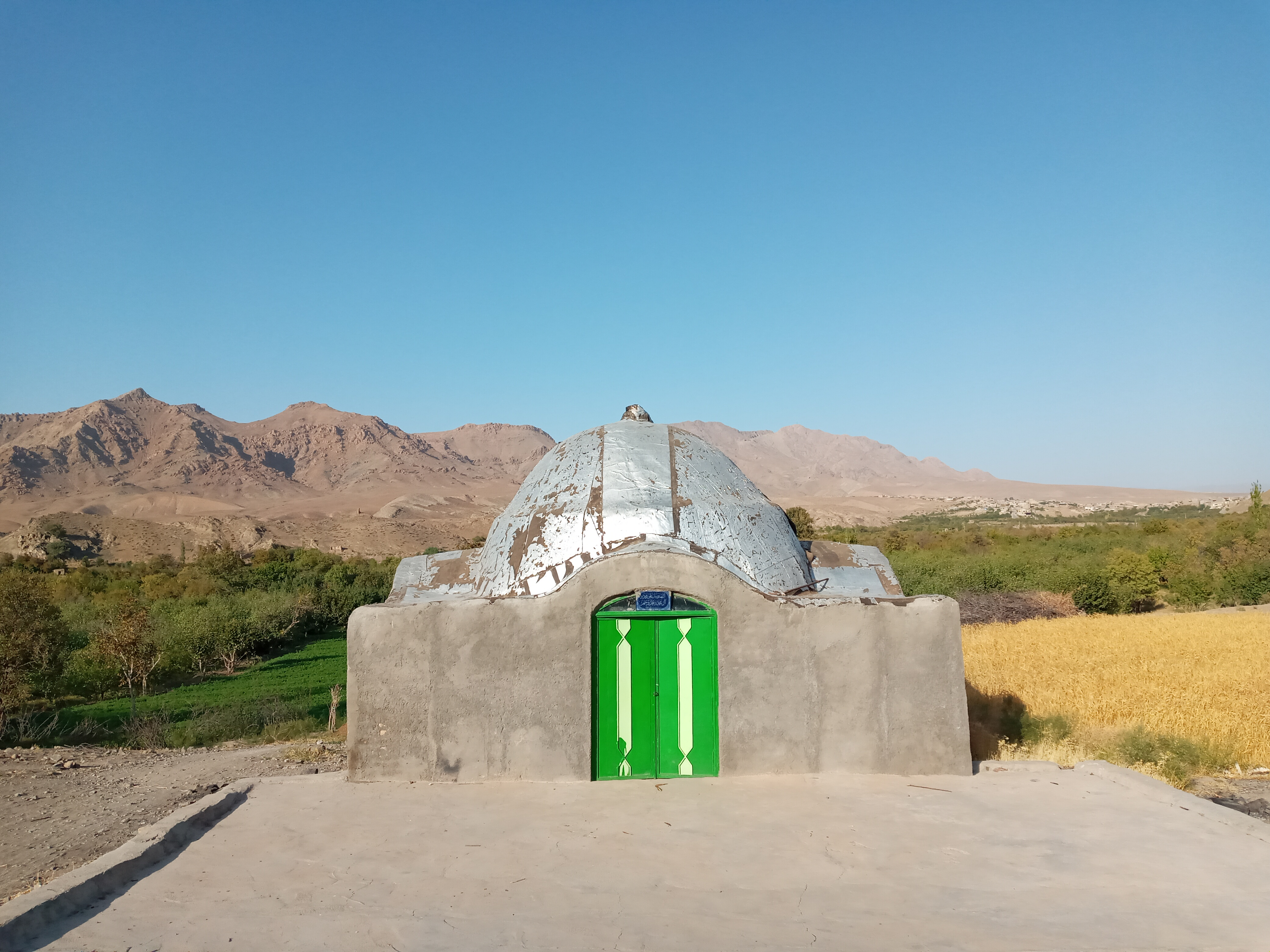
آرامگاه شاهزاده ابراهیم
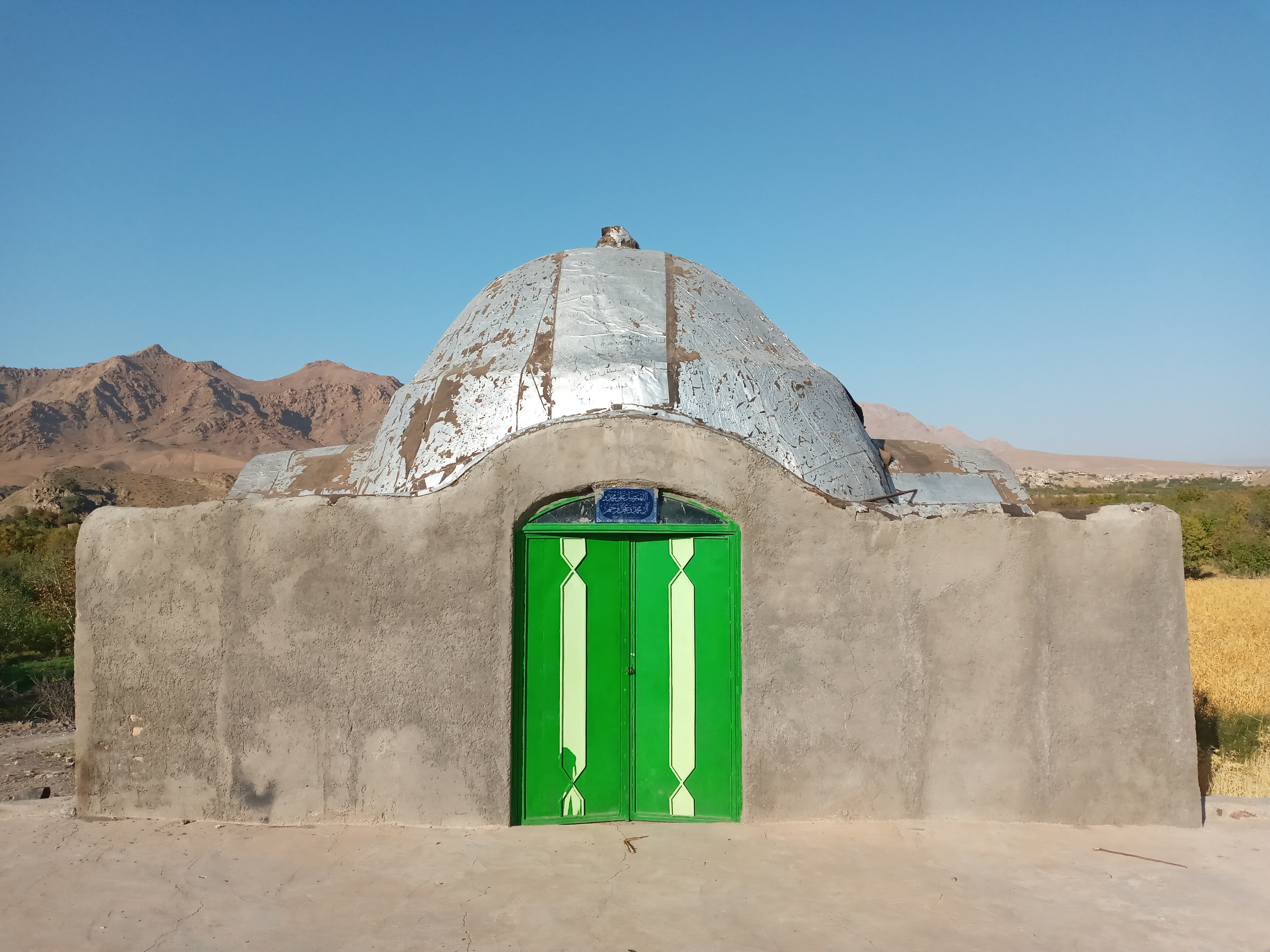
آرامگاه شاهزاده ابراهیم
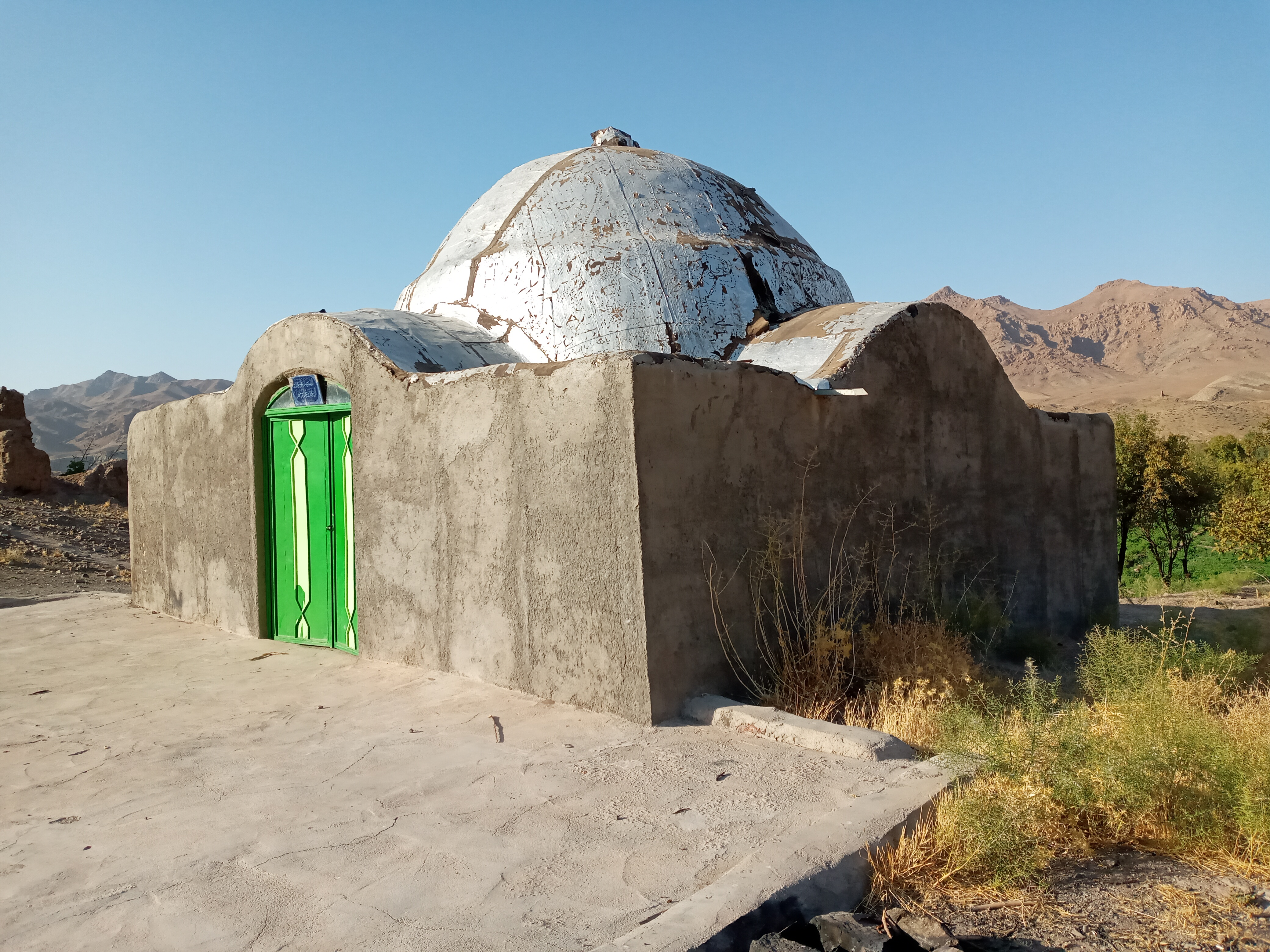
آرامگاه شاهزاده ابراهیم
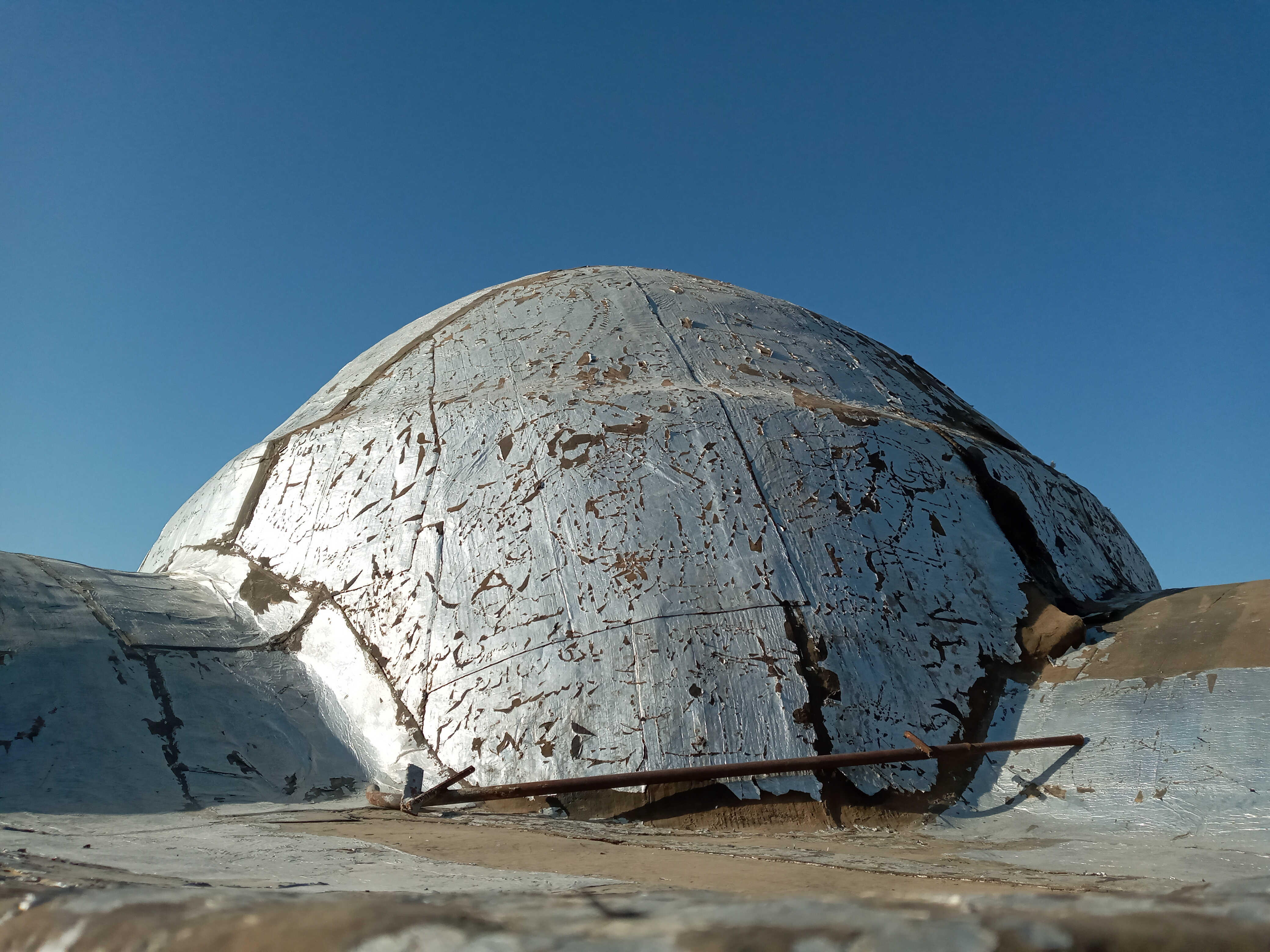
آرامگاه شاهزاده ابراهیم